# クレイジーのアメリカ珍道中 ニセ者は奴だ!
『クレイジーのアメリカ珍道中 ニセ者は奴だ!』（クレイジーのアメリカちんどうちゅう ニセものはやつだ）は、1966年7月16日に日本テレビ系列の『日産スター劇場』で放送された、バラエティ番組仕立てのテレビドラマ。ハナ肇とクレージーキャッツの冠番組。

## 概要
結成して11年のクレージーキャッツに アメリカ合衆国旅行が贈られ、その旅行に『シャボン玉ホリデー』の秋元近史らが同行し、ハワイなどでロケーションを敢行して製作されたドラマ。谷啓に似た詐欺師が悪さをしたことで谷本人は迷惑をこうむり、更にクレージーがハワイ旅行に出かけると、谷のニセモノが悪さをしており、クレージーはどうなるのかという内容。そのニセモノは、谷が一人二役で演じた。
この時点で渡辺プロダクションの渡辺晋社長は、翌年のアメリカロケ映画『クレージー黄金作戦』の構想を思いついたという。

## 出演者
- ハナ肇とクレージーキャッツ
  - ハナ肇
  - 植木等
  - 谷啓
  - 犬塚弘
  - 桜井センリ
  - 安田伸
  - 石橋エータロー
- マルク・ディーン
- 藤田まこと
- ザ・ピーナッツ
- 野川由美子
- 中尾ミエ
- 藤村有弘

## スタッフ
- 作：前川宏司
- 演出：秋元近史
- 制作：日本テレビ